# Nanisme thanatophore
Pour la présentation générale, voir Nanisme.
 (juin 2012).
Sa qualité peut être largement améliorée en utilisant un vocabulaire plus directement compréhensible.
 (juillet 2012).
 Mise en garde médicale
Le nanisme thanatophore est le plus fréquent des nanismes létaux. Ce nanisme a une traduction échographique précoce permettant souvent le diagnostic anténatal.

## Étymologie
Le mot thanatophore, issu du grec, signifie porteur de mort. Cette maladie a en effet un très haut taux de létalité néonatale. C'est-à-dire que le décès survient rapidement après la naissance, généralement par des troubles de la respiration. Des cas atteignant un âge plus avancé voire l'âge adulte existent cependant, mais restent marginaux.

## Prévalence
On compte 1 cas pour 20 000 naissances.[Où ?]

## Description clinique
Il existe deux types de nanisme thanatophore.
- Nanisme thanatophore type 1 :
  - Le plus fréquent
  - Fémur court et incurvé
  - Crâne normal
- Nanisme thanatophore type 2 :
  - Avec une déformation très importante du crâne
  - Fémur plus long et droit

## Critère de diagnostic
- Raccourcissement très important des fémurs et des humérus
- Thorax très étroit
- Longueur du tronc normale
- Grosse tête ou macrocéphalie
- Excès de liquide amniotique ou hydramnios

## Diagnostic
Le plus souvent échographique mais un diagnostic par analyse moléculaire est possible.

### Différentiel
On peut discuter devant certains aspects échographiques :
- le plus important est l'achondroplasie

1. Le raccourcissement est supérieur à 80 % par rapport à la moyenne de l’âge gestationnel alors qu’il atteint 30 à 60 % pour le nanisme thanathophorique.

- les deux autres nanismes sont létaux
  - Ostéogenèse imparfaite: mais présence de fracture
  - Achondrogenèse: hypominéralisation

## Étiologie
Mutation du FGFR3 (Fibroblast growth factor receptor 3).
Ce gène est localisé sur le bras court du chromosome 4.
Les fibroblast growth factors sont des protéines en rapport avec la croissance cellulaire. Les récepteurs membranaires ou FGFR modulent leurs fonctions. Quatre gènes (FGFR1, FGFR2, FGFR3, FGFR4) codent ces récepteurs.
La mutation de trois d’entre eux ((FGFR1, FGFR2, FGFR3) produit des affections autosomiques dominantes.
Le FGFR3 est un inhibiteur de la prolifération des chondrocytes lors de l'ossification enchondrale, donc inhibiteur de la croissance osseuse mais stimule la différenciation osseuse.
Il y a des mutations qui activent de manière permanente cette protéine, c'est-à-dire qu'elle pourra exercer son action inhibitrice de la prolifération de manière permanente. Les ébauches cartilagineuses des os longs ne pourront ainsi pas grandir (côtes très courtes). De ce fait, à la naissance, les enfants ne peuvent pas respirer correctement car le volume thoracique est trop faible pour permettre l'extension des poumons lors du processus d'inspiration et d'expiration.
- La mutation du FGFR3 est responsable
  - du nanisme thanatophore
  - de l’achondroplasie
  - de l’hypochondroplasie
  - des craniosynostoses en rapport avec les mutations de FGFR1, FGFR2 ou FGFR3.

## Traitement
Il n'existe aucun traitement pour cette pathologie. Les nouveau-nés porteurs de cette maladie décèdent très rapidement. Une interruption médicale de grossesse peut être proposée au parent.

## Conseil génétique
Le risque empirique de récurrence chez les frères et sœurs est de 2 %.
Le nanisme thanatophore représente l’exemple de maladies sporadiques en rapport avec une mutation de gène dominant avec « zéro fitness ». Ce concept signifie que le facteur responsable de la mutation disparaît immédiatement entraînant donc une mutation stable.
En d’autre terme, « fitness » représente le nombre de descendant atteint par la maladie qui atteint l’âge de la reproduction en comparaison avec un groupe de contrôle.
Si un allèle est responsable de mort ou de stérilité le fitness est égal à 0.
Donc les parents ayant eu un enfant atteint de nanisme thanatophore ont un bas risque de récurrence parce qu'une nouvelle mutation indépendante est nécessaire pour que cette maladie apparaisse.

## Sources
- (fr) Orphanet
- (en) Online Mendelian Inheritance in Man, OMIM (TM). Johns Hopkins University, Baltimore, MD. MIM Number:187600
- (en) Barbara Karczeski, Garry R Cutting, Thanatophoric Dysplasia in GeneTests: Medical Genetics Information Resource (database online). Copyright, University of Washington, Seattle. 1993-2005